# Національна бібліотека України для дітей
Націона́льна бібліоте́ка Украї́ни для діте́й (НБУ для дітей) — головна книгозбірня України для дітей.

## Основні напрямки діяльності
Вона є:
- національним книгосховищем літератури для дітей, науково-методичним, довідково-бібліографічним, інформаційним і консультаційним центром для мережі спеціалізованих бібліотек для дітей, що здійснюють бібліотечно-інформаційне обслуговування дітей та підлітків у регіонах, та сприяє підвищенню соціальної ролі спеціалізованих бібліотек України для дітей, забезпечує збереження і розвиток мережі відповідно до Закону України «Про бібліотеки та бібліотечну справу»;
- загальнодержавним сховищем творів друку та інших документів універсального характеру, повного репертуару національних творів друку для дітей.

## Історія та сучасність
1 січня 1967 р. на базі районної бібліотеки для дітей ім. М. Коцюбинського Московського району м. Києва було створено Державну республіканську бібліотеку для дітей (ДРБ для дітей) (наказ Міністра культури УРСР № 185 від 27.08.1966 р. та постанова Ради Міністрів України № 558 від 22.07.1966 р. «Про створення Державної республіканської бібліотеки для дітей»).
За час свого існування НБУ для дітей декілька разів змінювала назву: у 1978 р. бібліотеці присвоєно ім'я Ленінського комсомолу, з 1993 р. — Державна бібліотека України для дітей, з 2 жовтня 2003 р. — Національна бібліотека України для дітей (указ Президента України № 1142/2003).
У 1976 р. на кооперативних засадах з Київським механічним заводом ім. Антонова розпочалося будівництво вбудовано-прибудованого приміщення бібліотеки (згідно з рішенням Київської міської Ради депутатів трудящих № 1651 від 16 жовтня 1972 року). Оригінальний проєкт головного архітектора М. П. Будиловського і архітектора І. А. Цейтліної до деталей врахував пропозиції директора бібліотеки А. С. Кобзаренко. Оформлювали бібліотеку відомі художники та скульптори. Витвори з кераміки — панно «Першодрукарі», кімнату казок, квіти у вестибюлі бібліотеки — створила скульптор-кераміст О. Рапай, металеві кованки і кольоровий вітраж — художник О. Миловзоров, гобелен ручного ткацтва — С. Кравченко та Є. Кравченко, арку при вході в бібліотеку та бронзову скульптуру хлопчика з книжкою — Б. Довгань.
Під час будівництва використано найкращі оздоблювальні матеріали: з Вірменії надійшли рожеві плитки (туф) для оздоблення стін,  з Азербайджану – ракушняк, з Узбекистану – мармур. Єреванські майстри виготовили вітражі для вікон, а прикарпатські меблярі — читацькі столики спеціальної конструкції, стелажі та книжкові вітрини; паркет отримано з Ківерців Волинської області.
26 грудня 1978 р. ДРБ для дітей ім. Ленінського комсомолу отримала нове приміщення за адресою: м. Київ, вул. Баумана, 60 (нині вулиця Януша Корчака).
У 2017 році на державному рівні в Україні відзначався ювілей – 50 років з часу заснування Національної бібліотеки України для дітей (1967).

## Фонди
На момент відкриття фонд ДРБ для дітей становив 31 тис. прим. книг, отриманих від районної бібліотеки для дітей ім. М. Коцюбинського. Для подальшого поповнення фондів використовувалися традиційні джерела комплектування – Київський обласний бібліотечний колектор, книжкові магазини, агентство «Союздрук». Важливим кроком для формування фонду бібліотеки був наказ Міністерства культури УРСР № 185 від 27.08.1966 р, за яким Республіканська бібліотека УРСР ім. КПРС безкоштовно передала їй документи для учнів 1–8 класів і мала й надалі передавати як безкоштовні, так і платні всесоюзні та республіканські обов'язкові примірники дитячої книги. Суттєво вплинула на кількісний та якісний склад фондів безкоштовна передача в 1979 році Центральною науковою бібліотекою АН України 70 тис. прим. видань дитячої літератури за 1930-1970 рр. українською, російською та іншими мовами. Значна частина цієї літератури (11 тис. прим.) склала основу фонду рідкісної книги.
Станом на 01.01.2024 р. фонди бібліотеки нараховують 501108 прим. книг, періодичних видань, аудіовізуальних матеріалів, у тому числі понад 23 тис. книг мовами народів світу. Унікальну колекцію рідкісних і цінних видань становлять 13993 прим. книг та 2735 тис. періодичних видань. Окремо виділені унікальні колекції: книги, видані на території України до 1923 р. включно, а також документи з фондів першої спеціалізованої публічної бібліотеки для дітей Дори Доброї. Крім того, фонд можна представити і за окремими періодами, в кожному з яких є свої перлини. Найдавнішою у фонді є українська книга «Байки», що побачила світ у Львові у 1864 році. Вартими уваги є одна з перших українських читанок Т. Хуторного, що вийшла в Києві у 1883 р., перші дитячі видання творів Т. Шевченка, І. Франка, Л. Українки, О. Пчілки, Б. Грінченка, С. Черкасенка, Д. Мордовця та ін. Період 1920-1940 рр. представлений творами О. Олеся, А. Чайківського, М. Вороного, М. Підгірянки, А. Лотоцького, В. Ґренджі-Донського, Н. Забіли, О. Іваненко, доповненими й збагаченими яскравими ілюстраціями П. Лапіна, Б. Крюкова, І. Кисіля, Є. Рачова та ін.
У фонді є зібрання книг мовами оригіналів видатних письменників Великої Британії, Німеччини, Польщі, Росії, США, Франції. Це твори Ж. Верна, Дж. Лондона, Е. Сетон-Томпсона, Р. Стівенсона, К. Чуковського та ін. Найбільшу цінність представляють — найстаріша книга фонду — твір Д. Локка «O edukacyi dzieci» «Про виховання дітей» (1801) польською мовою; перше видання «Морського вовка» Дж. Лондона з авторськими примітками (Нью-Йорк, 1904), а також книги, ілюстровані класиками англійської та американської книжкової графіки К. Грінауей, У. Крейном, Р. Колдекоттом. Найдавніше видання російською мовою – книга О. О. Ішимової «История России в рассказах для детей» (1837). У фонді НБУ для дітей є видання, що збереглися в країні в єдиних примірниках.

## Послуги та сервіси
Послугами НБУ для дітей щорічно користуються понад 20 тис. користувачів. За рік їм видається понад 215 тис. книг і журналів. Близько 2 тис. користувачів щоденно звертаються до послуг сайту НБУ для дітей та інформаційних блогів.
Обслуговування у бібліотеці здійснюється диференційовано за віковими параметрами. Читальні зали (3) та абонементи (4) обслуговують дітей віком від 0 до 18 років, а також організаторів дитячого читання та батьків.
У відділі обслуговування дітей дошкільного та молодшого віку обслуговуються користувачі від народження до 11 років, його також відвідують жінки при надії. Для наймолодших читачів (від 0 до 3 років) та їх батьків створено lounge-куточок, який складається з книжкової виставки «У моїх батьків тепер є Я», чарівного будиночка з літературно-ігровими завданнями та розвиваючою зоною «Територія Lego». Завдяки вільному доступу до літератури, маленькі читачі можуть самостійно вибрати книгу, яка допоможе у навчальному процесі; а також казки, оповідання, вірші, науково-пізнавальну, довідково-енциклопедичну літературу; великий вибір вітчизняних та зарубіжних періодичних видань.
Родзинкою читального залу є Кімната казок, у якій камерно проводяться зустрічі з цікавими людьми – письменниками, видавцями дитячих книжок, художниками, акторами, публічними людьми, а також можна перепочити, поспілкуватися, переглянути улюблений мультфільм.
До послуг старшокласників – абонемент та читальний зал відділу обслуговування дітей середнього і старшого віку та організаторів дитячого читання. У відділі також функціонує сектор професійних документів та ділового спілкування, робота котрого сприяє задоволенню та розвитку читацьких потреб, обумовлених навчальними, суспільними, педагогічними та особистими інтересами, формуванню стимулів самоосвіти та творчого мислення читачів шляхом забезпечення оперативного доступу та ефективного використання інформаційних ресурсів НБУ для дітей. Сектор здійснює формування та популяризацію спеціалізованого фонду з питань теорії та практики бібліотекознавства і бібліографознавства, педагогіки, психології, критики дитячої літератури та дитячого читання; організовує довідково-бібліографічне та інформаційне обслуговування професійно-орієнтованих спеціалістів: працівників бібліотек України різних типів і форм власності, наукових працівників та викладачів профільних навчальних закладів України, аспірантів, студентів, вчителів, вихователів та інших організаторів дитячого читання.
Відділ документів іноземними мовами, фонд якого постійно завдяки тісній співпраці з Посольством Іспанії, Французьким культурним центром, Goethe-Institut в Україні та Посольством США поповнюється сучасними книжками, пропонує своїм читачам близько 23 тис. прим. видань на 88 мовах світу. При відділі працює бібліотечна англомовна студія «English with no Limits» / «Англійська без обмежень», яка в інтерактивний спосіб залучає дітей до читання книжок іноземними мовами.
У відділі мистецтв представлено: довідкову, навчальну, пізнавальну літературу та періодичні видання з різних видів мистецтва; фонд художніх альбомів; нотно-музичні видання; колекція грамплатівок, аудіокасет, музичних дисків різного формату, CD-ROM; відеотека (відеокасети та DVD диски), електронні ресурси. У відділі можна також індивідуально послухати в навушниках музику, відвідати диско-кімнату, поспівати в «Караоке».
Для забезпечення творчого розвитку дітей та змістовного проведення дозвілля в НБУ для дітей функціонують творчі та читацькі об'єднання, клуби за інтересами: театральна-студія «Мрія» (у 2013 р. присвоєне звання «Народний аматорський колектив»), читацьке об'єднання альтернативного технічного дозвілля «ІТ-К@мпанія без меж», науково-пізнавальне об’єднання «Robotics», територія прикладного мистецтва «Biblio-Art майстерня» та інші.
НБУ для дітей здійснює широку соціокультурну діяльність, спільно з різними установами та організаціями ініціює проведення всеукраїнських заходів, серед яких Всеукраїнський тиждень дитячого читання, Всеукраїнський конкурс «Найкращий читач України», національний проєкт «Україна читає дітям», Всеукраїнський огляд-конкурс обласних бібліотек для дітей, різноманітні всеукраїнські конкурси дитячої творчості.
27 лютого 2025 р. у Національній бібліотеці України для дітей відбулися наймасовіші читання «Заповіту» Тараса Григоровича Шевченка іноземними мовами. Одночасні читання твору на заході «Заповіт єднання: поетичні читання» було зареєстровано як національний рекорд у Національному реєстрі рекордів України.

У НБУ для дітей функціонує психологічна служба. Роботу психологів спрямовано на: консультативну психологічну допомогу користувачам та працівникам бібліотеки, проведення занять та тренінгів зі школярами та їхніми батьками, групові заняття з психологічного розвитку та соціалізації дітей дошкільного віку. Психологи спільно з бібліотекарями рекомендують літературу батькам з питань виховання дітей, а дітям – бібліотерапевтичні книги. Серед методик робота з пісочною терапією, заняття з розвитку дрібної моторики з використанням природних матеріалів, арттерапія – ляльковий театр,  малювання, музика, ритміка та ін. Обов'язковий елемент кожного заняття – робота з книгою. Створено блог психолога «Психолог у бібліотеці», метою якого є популяризація літератури з психології, допомога батькам у досягненні взаєморозуміння з дітьми; психологічна підтримка підлітків тощо.

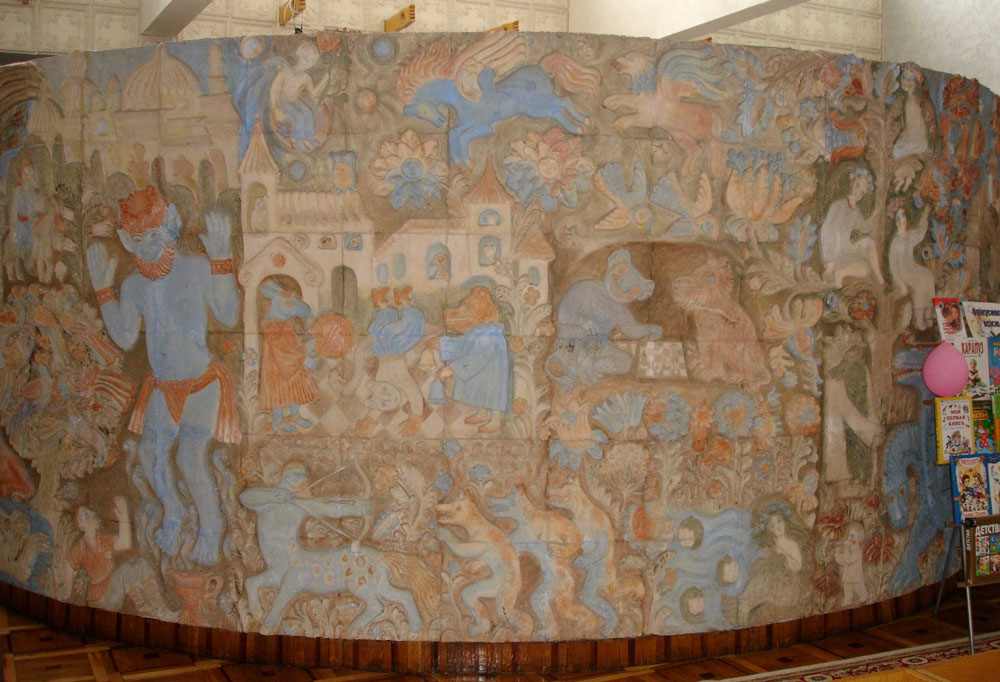
Пано «Казки народів світу» у читальному залі для малюків (художник О.Рапай)

## Каталогізація
З січня 1993 року у бібліотеці ведеться електронний каталог, для зручності користування поділений на логічні бази даних. Проводиться ретроконверсія старих карткових каталогів. Кращому розкриттю тематичного змісту документів сприяє розроблений фахівцями бібліотеки двомовний політематичний тезаурус. Кожному документу бази даних присвоюється ряд тематичних рубрик природною мовою, що значно удосконалило і розширило пошукові можливості довідково-бібліографічного відділу.
З 1999 р. функціонує офіційний сайт НБУ для дітей.
У 2008 році було введено в дію модуль «Абонемент» електронного каталогу, що дозволило перейти на обслуговування користувачів в електронному режимі. Було автоматизовано процеси замовлення літератури, книговидачі і книгозберігання, що поліпшило якість обслуговування користувачів. Цього ж року було розпочато роботу зі штрихового кодування нових надходжень літератури, а також ретроштрихкодування фонду.
Електронний каталог, який поєднує функції читацького та службового каталогу, складається з окремих баз даних (БД): БД «Книги» включає бібліографічні записи всіх нових надходжень до Бібліотеки (починаючи з 1993 р.), а також ретроспективні надходження більш ранніх років видання, опрацьованих у ході рекаталогізування;
БД «Статті» містить аналітичні бібліографічні записи з періодичних видань;
БД «Аудіовізуальні матеріали» представлена бібліографічними записами аудіовізуальних документів та електронних видань на різних носіях інформації (грамплатівки, компакт-диски, відеокасети тощо);
БД «Корпоративна база статей» об'єднує аналітичні записи статей з періодичних видань, створені фахівцями бібліотек України для дітей — учасниками корпоративного проєкту (з 2010).
Бази даних електронного каталогу оновлюються щомісячно і на 01.01.2025 р. налічували більше 438 тис. записів.

## Офіційний сайт
Офіційний сайт НБУ для дітей забезпечує офіційне представлення інформації про НБУ для дітей в інтернеті. Основними інформаційно-ресурсними компонентами сайту є: електронний каталог, електронна бібліотека, корпоративний ресурс «Віртуальна бібліографічна довідка: об'єднана довідкова служба бібліотек України», корпоративний ресурс «Найкращі Інтернет-ресурси від Української асоціації працівників бібліотек для дітей», електронний ресурс «КЛЮЧ» (найКраща Література Юним Читачам), корпоративний ресурс «Почитайко», «Пам'ятні літературні дати» (щорічне інформаційно-довідкове видання, де представлено перелік основних пам'ятних дат українських та зарубіжних дитячих письменників, художників-ілюстраторів – ювілярів поточного року, внесок яких у розвиток світової культури був вагомим), загальнодоступні електронні версії видань НБУ для дітей, інтерактивних та мультимедійних ресурсів, презентацій, створених підрозділами НБУ для дітей. З 2008 р. Бібліотека почала створювати інтерактивні електронні бібліографічні продукти, для дитячої аудиторії. На офіційному сайті НБУ для дітей представлені: казково-пізнавальна мандрівка за сюжетом української народної казки «Рукавичка» для дітей 7–10 років «Хто в рукавичці живе» (2008), заочний краєзнавчо-туристичний похід для дітей 12–15 років «Сім природних чудес України» (2009), бібліографічна мандрівка для дітей молодшого та середнього шкільного віку «Подорож країною казок Редьярда Кіплінга» (2010), музично-бібліографічне ревю для дітей середнього та старшого шкільного віку «Серце, віддане музиці: Платон Майборода» (2013), короткий екскурс в історію книги для учнів початкових класів «Від папірусу до книги» (2014) електронний ресурс «Т. Г. Шевченко для дітей: видання творів в Україні (XIX—XXI ст.)» (Електронний бібліографічний покажчик творів Т. Г. Шевченка для дітей, який на 01.06.2014 р. вміщував 204 позиції) тощо.
У 2010 р. НБУ для дітей було засновано електронний ресурс «КЛЮЧ» (найКраща Література Юним Читачам). З метою ознайомлення, в межах існуючого законодавства з авторського права, широкого загалу із найкращими зразками зібрання рідкісних і цінних видань у фондах НБУ для дітей та дитячих бібліотек країни у 2013 р. почав діяти проєкт «Електронна бібліотека»  На 01.01.2024 р. користувачі мають змогу переглянути 400 видань.

## Корпоративні проєкти
НБУ для дітей виступає ініціатором та бере участь у низці корпоративних проєктів: «Віртуальна довідка: об'єднана довідкова служба бібліотек України» (2004); «Найкращі Інтернет-ресурси від Української асоціації працівників бібліотек для дітей» (2010); «Корпоративний розпис статей з періодичних видань» («КОРДБА») (2010); «Почитайко» (2011).

## Філії
У 1976 р. було відкрито філію ДРБ для дітей ім. Ленінського комсомолу, яка у 1993 р. переїхала до нового приміщення на вул. Стрілецькій, 28 у м. Києві (Дитяча Бібліотека на Стрілецькій). На 01.01.2014 р. фонд філії налічує 5 762 прим. книг, періодичних видань та аудіовізуальних матеріалів. З 2014 р. у філії працює клуб «Творча читальня», метою якого є: ознайомлення читачів з чарівним світом художнього слова; формування у читачів глибоких і стійких інтересів до творчої діяльності. Учасниками клубу є дошкільники та учні 1–5 класів. Програма клубу включає: ознайомлення користувачів-дітей з новими художніми творами для дітей, творами письменників-ювілярів та книгами-ювілярами; створення за художніми творами малюнків, творчих робіт з природного матеріалу, солоного тіста, бісеру; проведення конкурсів на найкращу поробку, найцікавішу кінцівку твору; розвиток інтелекту, уяви, фантазії, творчих здібностей, природних задатків; формування загальнолюдських цінностей та естетичних смаків.

### Сторінки та блоги бібліотеки у соцмережах
- Сторінка у Фейсбуці
- Сторінка групова у Фейсбуці
- Сторінка в Інстаграм
- Сторінка в Ютюбі
- Сторінка у Wordpress
- Сторінка - Діти у Wordpress
- Сторінка у тамблері